# Route nationale 23 (Madagaskar)
Die Route nationale 23 (RN 23) ist eine 120 km lange, nicht befestigte Nationalstraße in der Region Atsinanana im Osten von Madagaskar. Sie zweigt südlich des Küstenortes Mahanoro von der RN 11a ab und führt in westlicher Richtung über Beanana und Ambinanindrano nach Marolambo.